# Добренська сільська рада (Баштанський район)
До́бренська сільська́ ра́да — адміністративно-територіальна одиниця та орган місцевого самоврядування в Баштанському районі Миколаївської області. Адміністративний центр — село Добре.

## Загальні відомості
- Населення ради: 3 181 особа (станом на 2001 рік)

## Населені пункти
Сільській раді були підпорядковані населені пункти:
- с. Добре
- с. Новоєгорівка

## Склад ради
Рада складалася з 20 депутатів та голови.
- Голова ради: Галагуз Олександр Миколайович

### Керівний склад попередніх скликань
| Прізвище, ім'я, по батькові   | Основні відомості                                                                       | Дата обрання | Дата звільнення |
| ----------------------------- | --------------------------------------------------------------------------------------- | ------------ | --------------- |
| Галагуз Олександр Миколайович | Сільський голова, 1953 року народження, освіта середня спеціальна, член Партії регіонів | 26.03.2006   | 31.10.2010      |
| Галагуз Олександр Миколайович | Сільський голова, 1953 року народження, освіта середня спеціальна, член Партії регіонів | 31.10.2010   |                 |

Примітка: таблиця складена за даними сайту Верховної Ради України

### Депутати
За результатами місцевих виборів 2010 року депутатами ради стали:

#### За суб'єктами висування
| Суб'єкт висування                                       | Кількість обраних депутатів | %  |
| ------------------------------------------------------- | --------------------------- | -- |
| Партія регіонів                                         | 17                          | 85 |
| Самовисування                                           | 2                           | 10 |
| Політична партія Всеукраїнське об'єднання «Батьківщина» | 1                           | 5  |

#### За округами
| № округу                                                | Прізвище, ім'я, по батькові    | Дата визнання обраним | Освіта             | Партійна приналежність                        | Відомості про обраного депутата                       |
| ------------------------------------------------------- | ------------------------------ | --------------------- | ------------------ | --------------------------------------------- | ----------------------------------------------------- |
| Партія регіонів                                         |                                |                       |                    |                                               |                                                       |
| 1                                                       | Сокол Наталія Сергіївна        | 03.11.2010            | незакінчена вища   | член Партії регіонів                          | Добренська сільська рада, діловод                     |
| 3                                                       | Цезарюк Андрій Юрійович        | 03.11.2010            | вища               | позапартійний                                 | тимчасово не працює                                   |
| 4                                                       | Борисовська Людмила Миколаївна | 03.11.2010            | середня            | позапартійна                                  | Магазин ПП «Бондаренко», реалізатор                   |
| 5                                                       | Семенов Дмитро Вікторович      | 03.11.2010            | середня            | позапартійний                                 | ПП «Семенов», тракторист                              |
| 6                                                       | Гузєєв Микола Михайлович       | 03.11.2010            | незакінчена вища   | позапартійний                                 | Добренський фельдшерсько-акушерський пункт, завідувач |
| 7                                                       | Романова Ірина Іванівна        | 03.11.2010            | середня спеціальна | член Партії регіонів                          | Добренська сільська рада, начальник ВОС               |
| 8                                                       | Куриленко Тетяна Іванівна      | 03.11.2010            | середня            | член Партії регіонів                          | ТОВ «Нібулон», майстер зерносховища                   |
| 9                                                       | Гуменюк Іван Васильович        | 03.11.2010            | вища               | позапартійний                                 | Храм Почаївської Ікони Божої Матері, настоятель       |
| 10                                                      | Гнідий Анатолій Петрович       | 03.11.2010            | незакінчена вища   | позапартійний                                 | Добренський сільський клуб, завідувач                 |
| 12                                                      | Климик Валентина Петрівна      | 03.11.2010            | вища               | позапартійна                                  | Добренська сільська рада, секретар                    |
| 13                                                      | Нижник Наталія Борисівна       | 03.11.2010            | вища               | позапартійна                                  | Добренська сільська рада, головний бухгалтер          |
| 14                                                      | Фігура Лариса Володимирівна    | 03.11.2010            | незакінчена вища   | член Партії регіонів                          | Новоєгорівський Будинок культури, директор            |
| 15                                                      | Задорожня Ганна Іванівна       | 03.11.2010            | вища               | позапартійна                                  | Новоєгорівська загальноосвітня школа, вчитель         |
| 16                                                      | Китиця Світлана Леонідівна     | 03.11.2010            | незакінчена вища   | позапартійна                                  | ВАТ «Явкинський елеватор», головний бухгалтер         |
| 17                                                      | Чухаренко Світлана Миколаївна  | 03.11.2010            | вища               | член Партії регіонів                          | Добренський сільський центр соцзахисту, завідувачка   |
| 18                                                      | Олійник Павло Васильович       | 03.11.2010            | середня            | позапартійний                                 | тимчасово не працює                                   |
| 20                                                      | Зуб Микола Іванович            | 03.11.2010            | середня спеціальна | член Партії регіонів                          | приватний підприємець                                 |
| Політична партія Всеукраїнське об'єднання «Батьківщина» |                                |                       |                    |                                               |                                                       |
| 19                                                      | Головко Світлана Леонідівна    | 03.11.2010            | середня спеціальна | член Всеукраїнського об'єднання «Батьківщина» | Новоєгорівська загальноосвітня школа, техпрацівник    |
| Самовисування                                           |                                |                       |                    |                                               |                                                       |
| 2                                                       | Шах Тамара Миколаївна          | 03.11.2010            | середня            | позапартійна                                  | ВАТ «Явкинський елеватор», бухгалтер                  |
| 11                                                      | Шпутенко Людмила Василівна     | 03.11.2010            | незакінчена вища   | позапартійна                                  | ПП «Черничко», реалізатор                             |

## Населення
Згідно з переписом УРСР 1989 року чисельність наявного населення сільської ради становила 3276 осіб, з яких 1530 чоловіків та 1746 жінок.
За переписом населення України 2001 року в сільській раді мешкало 3175 осіб.

### Мова
Розподіл населення за рідною мовою за даними перепису 2001 року:
| Мова       | Відсоток |
| ---------- | -------- |
| українська | 93,87 %  |
| російська  | 5,44 %   |
| молдовська | 0,44 %   |
| білоруська | 0,22 %   |
| вірменська | 0,03 %   |